# 小早川繁平
小早川 繁平（こばやかわ しげひら、1542年 - 1574年）は、戦国時代の武将。安芸の国人領主。沼田小早川氏の当主。

## 生涯
天文11年（1542年）、小早川正平の長男として生まれる。
天文12年（1543年）、父・正平が大内義隆の出雲尼子氏遠征（第一次月山富田城の戦い）に参加し、大敗を喫して撤退するときに戦死したため、僅か2歳で家督を継いだ。しかし繁平は幼少のために政務を執れず、また病弱でもあった。このため、天文12年（1543年）から天文13年（1544年）にかけて尼子晴久の侵攻を受けるが、家臣団が結束して籠城し、これを撃退した。ところが、繁平は天文13年には病気のために盲目となったため（実は盲目ではなかったという説もある）、家中の動揺を招いた。
病弱かつ盲目である繁平では尼子氏の侵攻を防げないと判断した大内義隆は、天文19年（1550年）に毛利元就とともに沼田小早川氏家中へ介入し、繁平が尼子氏と内通したとして、居城の高山城から追放してその身柄を拘禁した（これに反対する家臣・田坂全慶らは誅殺された）。そして義隆は既に竹原小早川氏を継いでいた元就の三男・小早川隆景を繁平の妹である問田大方と結婚させた上で、天文20年（1551年）に沼田小早川氏の家督をも継がせた。繁平は沼田小早川氏当主を退いた後、毛利元就の計らいにより剃髪し、禅に帰依して教真寺にて余生を過ごし、天正2年（1574年）に33歳で死去した。
なお、小早川氏は鎌倉時代以来、沼田と竹原に分かれていたのが問田大方と隆景の結婚で再統一されたものの、隆景夫妻には実子ができず、のちにその養子になった小早川秀秋も1602年に実子なく21歳で病没したため、断絶に至った（明治時代に毛利公爵家の分家として再興）。

## 関連作品
- 『毛利元就』（1997年、NHK大河ドラマ、演：高橋譲）